# 129 (عدد)
129 أو مئة وتسعة و عشرون هو عدد صحيح طبيعي موجب يلي 128 ويسبق 130.

## في الرياضيات
- 129 مجموع الأعداد الأولية العشرة الأوائل 2+3+5+7+11+13+17+19+23+29 = 129
- 129 عدد شبه أولي لأنه يساوي جذاء عددين أوليين 3 و 43
- 129 في نظام العد السداسي (333) عدد يتككر فيه أرقام متشاهبة
- 129 عدد سعيد في نظام العد العشري ونظام العد الثنائي و نظام العد الثنائي عشر
- 129 عدد ناقص (غير زائد أو مثالي)
- 129 عدد مضلعي. يمكن به تكوين مضلع غير ممركز ذا 44 ضلع ترتيبه 3.
- 129 أصغر عدد يمكن أن يكتب في صيغة 4 مجاميع مختلفة ل3 أعداد مربعة كاملة : 129= 1²+8²+8² = 2²+2²+11² = 2²+5²+10² = 4²+7²+8²
- 129 يقسم 1 - 44²

129 عدد قلوب في نظام العد الثنائي (100000012)